# Права ЛГБТ в Дании
Права лесбиянок, геев, бисексуалов и трансгендерных людей (ЛГБТ) в Королевстве Дания являются одними из самых обширных в мире. Королевство состоит из Дании, суверенного государства, объединяющего три составляющие страны: Данию, Гренландию и Фарерские острова.
В Дании однополые сексуальные отношения были легализованы в 1933 году, а с 1977 года возраст согласия был установлен равным 15 годам, независимо от сексуальной ориентации или пола. Дания была первой страной в мире, которая предоставила юридическое признание однополым союзам в форме зарегистрированных партнерств в 1989 году. 7 июня 2012 года закон был заменен новым законом об однополых браках, который вступил в силу 15 июня 2012 года. Гренландия и Фарерские острова легализовали однополые браки в апреле 2016 года и в июле 2017 года соответственно.
Дискриминация по признаку сексуальной ориентации была полностью запрещена в 1996 году. Дания разрешила однополым парам совместно усыновлять детей с 2010 года, при этом ранее разрешалось усыновление пасынков и ограниченные права совместной опеки для небиологических родителей. ЛГБТ также могут открыто служить в датской армии. Как и её скандинавские соседи, Дания стала одной из самых социально либеральных стран в мире, и недавние опросы показали, что подавляющее большинство датчан поддерживает однополые браки и усыновление ЛГБТ-людьми. Копенгаген часто упоминается в СМИ как один из самых дружественных к геям городов в мире, известный своим ежегодным гей-парадом. Самая старая ЛГБТ-организация Дании, LGBT Danmark, была основана в 1948 году под названием Kredsen af 1948 (Круг 1948 года).

## Законность однополой сексуальной активности
Однополые сексуальные отношения были легализованы в 1933 году, а с 1977 года возраст согласия составляет 15 лет, независимо от сексуальной ориентации или пола.

## Признание однополых отношений
Гражданские союзы были легализованы в соответствии с законом, принятым 7 июня 1989 года, первым в мире таким законом, который вступил в силу 1 октября 1989 года. Гражданские союзы имеют почти все те же характеристики, что и брак; все юридические и налоговые права и обязанности аналогичны правам и обязанностям лиц противоположного пола, за исключением того, что положения международных договоров не применяются, если все подписавшие стороны не согласны с этим. С 15 июня 2012 года вступление в гражданские союзы больше невозможно.
Однополые браки стали законными в Дании 15 июня 2012 года, после того как 7 июня датский парламент проголосовал за нейтральный в гендерном отношении закон о браке, включая браки в Датской церкви. Правительство Дании внесло в парламент 14 марта 2012 года законопроект об однополых браках. 7 июня парламент принял закон 85 голосами против 24, а королевское согласие королевы Маргрете II было получено пятью днями позже. Закон вступил в силу 15 июня 2012 года.

## Усыновление и планирование семьи
С 1999 года лицо, состоящее в гражданском однополом союзе, может усыновить биологических детей своего партнера (известное как усыновление пасынка). Усыновление родителей из числа ЛГБТ ранее разрешалось только в определённых ограниченных ситуациях, особенно в тех случаях, когда ранее существовала связь между усыновителем и ребёнком, например в качестве члена семьи или будучи усыновленным ранее.
2 июня 2006 года датский парламент проголосовал за отмену закона, запрещающего лесбийским парам доступ к искусственному оплодотворению. Кроме того, когда лесбийская пара рожает ребёнка посредством экстракорпорального оплодотворения, с 2013 года небиологический родитель записывается в свидетельство о рождении как другой естественный родитель.
С 1 июля 2010 года однополые пары могут подавать совместные заявки на усыновление. 20 июля 2014 года гей-пара стала первой гомосексуальной парой, усыновившей ребёнка-иностранца, когда они удочерили девятимесячную девочку из Южной Африки.
Согласно статистике, опубликованной Датской радиовещательной корпорацией, в 2013 году 84 семьи имели однополых родителей. К середине 2018 года это число увеличилось до 659. В столичном регионе их число выросло с 42 до 293. Согласно статистике за 2019 год, около 27 % однополых пар в Дании воспитывали ребёнка, тогда как для гетеросексуальных пар этот показатель составлял 43 %.

## Военная служба
Открытые геи, лесбиянки, бисексуалы и транссексуалы беспрепятственно служат во всех подразделениях вооруженных сил Дании. Дискриминация в отношении солдат-геев, лесбиянок, бисексуалов и транссексуалов при вербовке, трудоустройстве и продвижении по службе запрещена в Дании. В Министерстве обороны есть видные открытые геи-военачальники, и нет сообщений об угрозах геям, моральному духу или национальной безопасности. Исследование 2010 года показало, что геи в Датской армии проявляют силу и пользуются уважением.

## Защита от дискриминации и законы о преступлениях на почве ненависти

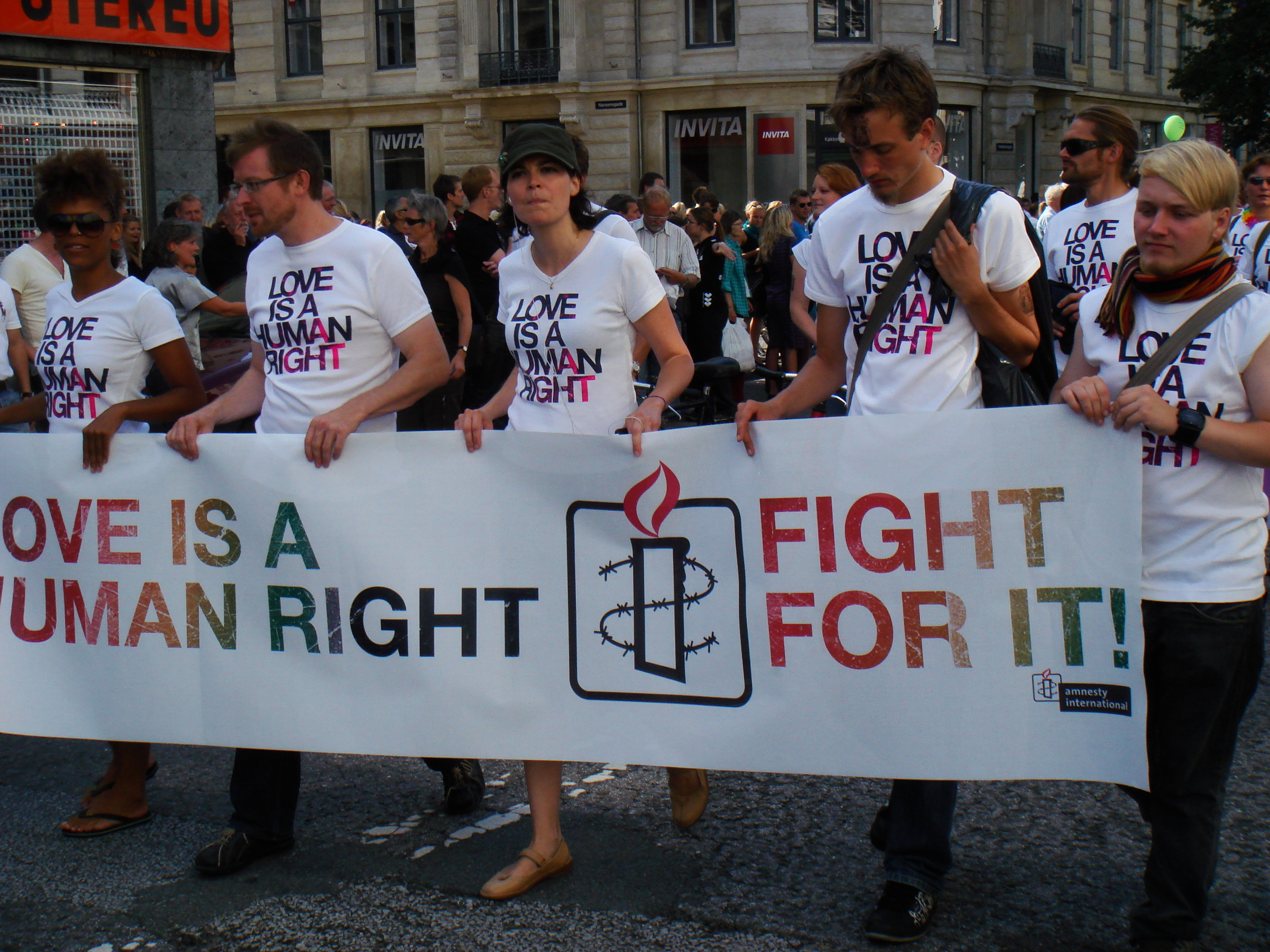
Гей-парад в Копенгагене в 2008 году

Законодательство Дании запрещает дискриминацию по признаку сексуальной ориентации и гендерной идентичности или выражения, среди других категорий. Закон о запрещении неравного обращения на рынке труда, принятый в 1996 году, определяет «дискриминацию» следующим образом:
Дискриминация означает любую прямую или косвенную дискриминацию по признаку расы, цвета кожи, религии, политических убеждений, сексуальной ориентации или национального, социального или этнического происхождения.
Гендерная идентичность или самовыражение прямо не перечисляются, но в постановлении суда 2015 года, в котором трансгендерная женщина подала иск против своего бывшего работодателя по обвинению в дискриминации, говорится, что гендерная идентичность или самовыражение включены в закон.
В 2008 году был принят Закон о совете по равному обращению, в соответствии с которым был учрежден Совет по равному обращению. Согласно Закону Совет «рассматривает жалобы на различное обращение по признаку пола, расы, цвета кожи, религии или убеждений, политических убеждений, сексуальной ориентации, возраста, инвалидности или национального, социального или этнического происхождения».
Кроме того, в Дании действует законодательство о преступлениях на почве ненависти после внесения поправок в Уголовный кодекс в 2004 году, которые предусматривают дополнительные наказания за преступления, совершенные против людей из-за их сексуальной ориентации.
Согласно отчету, опубликованному в августе 2019 года, 89 % респондентов среди ЛГБТ заявили, что не подвергались дискриминации или преследованиям на рабочем месте, 78 % в целом удовлетворены своей работой, а 69 % сообщили о своей сексуальной ориентации перед коллегами. Только 9 % считают, что они не могут открыто говорить о своей сексуальной ориентации, а 8 % заявили, что стали жертвами дискриминации и домогательств.

## Права трансгендерных людей
Закон о стерилизации и кастрации, принятый в июне 1929 года, был одним из первых законов о смене пола в мире. Первым человеком, успешно осуществившим законную смену пола в Дании, что потребовало хирургической операции по смене пола, была американка Кристин Йоргенсен в начале 1950-х годов. Ей сделали орхиэктомию и пенэктомию в Копенгагене в 1951 и 1952 годах соответственно. Датская трансгендерная женщина Лили Эльбе, которой был вдохновлен фильм 2015 года «Девушка из Дании», была одной из первых, кому была сделана операция по смене пола. Она переехала в Германию в 1930 году, а позже в её датском паспорте легально изменили пол и имя.
В феврале 2013 года женщина из Гватемалы стала первым трансгендерным человеком, получившим убежище в Дании из-за преследований в её родной стране. Однако её поместили в изолятор для мужчин, где она несколько раз подвергалась сексуальному насилию, и вначале ей было отказано. Власти возобновили дело, когда она доказала, что её жизнь будет в опасности, если она вернется в Гватемалу.
В июне 2014 года датский парламент проголосовал 59-52 за отмену требования о диагностике психического расстройства и хирургическом вмешательстве с необратимой стерилизацией в процессе законной смены пола. С 1 сентября 2014 года датчане старше 18 лет, желающие подать заявление о законной смене пола, могут сделать это, заявив, что они хотят изменить свои документы, с последующим шестимесячным «периодом размышлений» для подтверждения запроса.
В ожидании решения Всемирной организации здравоохранения (ВОЗ) исключить трансгендерную гендерную идентичность из своего списка психических заболеваний, Дания сначала отложила одностороннее изменение. Ссылаясь на отсутствие прогресса в ВОЗ, датский парламент принял решение исключить трансгендерную идентичность из списка психических заболеваний Национального совета здравоохранения в 2016 году. Это изменение вступило в силу 1 января 2017 года. Это была вторая страна, которая сделала это после Франции, сделавшей это в 2010 году. В июне 2018 года ВОЗ в конечном итоге исключила трансгендерную идентичность из своего списка психических заболеваний.
Помимо мужского и женского, датские паспорта доступны с указанием пола «X».

## Половое воспитание
В Дании проводится один из самых всеобъемлющих уроков полового воспитания в мире, который включает информацию о безопасном сексе, профилактике инфекций, передаваемых половым путем, абортах, контрацепции, половом созревании, сексуальных отношениях, семейной жизни, гендере и сексуальности, а также разнообразии. Уроки полового воспитания являются обязательными во всех начальных и средних государственных школах, а также посвящены другим вопросам здоровья, включая употребление наркотиков и алкоголь.
В 1981 году Gå-Ud-Gruppen («Информационная группа») организовала дополнительные уроки полового воспитания, дающие информацию об однополых отношениях для старших классов государственных школ.
В 2008 году Датская ассоциация планирования семьи провела новую общенациональную онлайн-кампанию по половому воспитанию. К 2009 году в ней участвовало 88 300 учеников.

## Донорство крови
В мае 2014 года шесть датских политических партий призвали министра здравоохранения Ника Хеккерупа отменить запрет на сдачу крови от мужчин, практикующих секс с мужчинами. В августе 2016 года сообщалось, что большинство депутатов парламента поддержали отмену запрета. Датская народная партия, социал-демократы и «Альтернатива» выразили поддержку предложению депутата Мортена Остергаарда разрешить донорство крови для таких мужчин. В марте 2020 года Дания ввела политику, разрешающую геям и бисексуальным мужчинам сдавать кровь при условии, что они не вступали в половые отношения в течение четырёх месяцев. Отсрочка отменяется, если человек находится в стабильных моногамных отношениях.

## Движение за права ЛГБТ в Дании

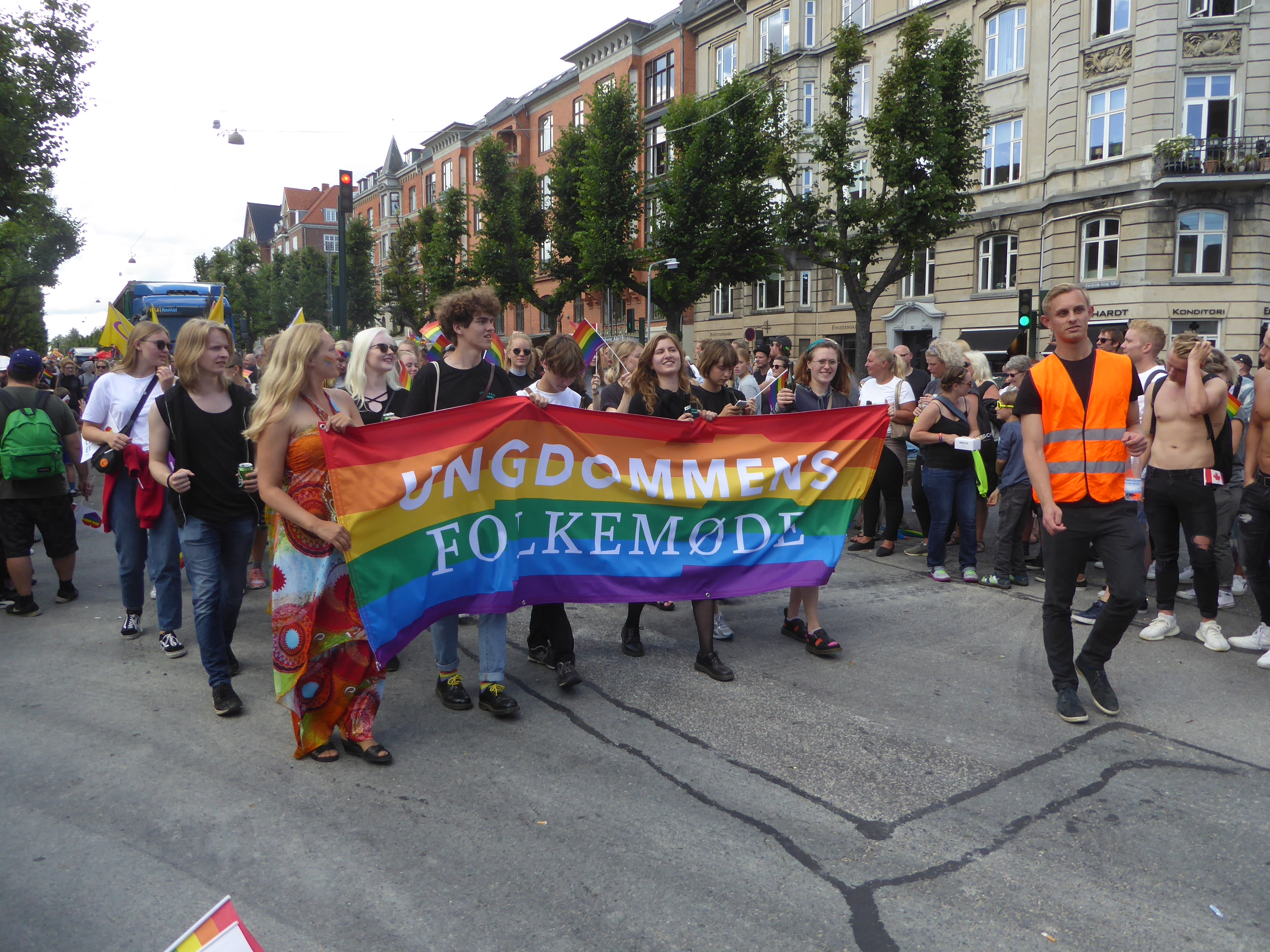
Участники парада Copenhagen Pride 2017 года

Датские группы защиты ЛГБТ включают LGBT Danmark, основанную в 1948 году под названием Kredsen af 1948 (Круг 1948 года) и позже изменившую свое название на Forbundet af 1948 (Федерация 1948 года). Группа официально зарегистрирована как ассоциация под названием Landsforeningen for homofile (Национальная ассоциация гомосексуалистов) в 1969 году. Основателем организации был Аксель Аксгиль. Аксель и его партнер Эйгиль Аксгиль были первой однополой парой, вступившей в гражданский союз в Дании, и, следовательно, первой в мире в 1989 году. Первая гей-демонстрация в Дании произошла в 1971 году в ознаменование двухлетней годовщины со дня Стоунволлских бунтов. С 1970-х годов открылись многочисленные гей-бары и клубы, и общество начало расти. В 1974 году несколько членов Федерации 1948 года вместе с членами Движения красных чулок разделились и образовали свою собственную организацию — Движение лесбиянок. Другие группы включают Lambda, базирующуюся в Оденсе, а также Q-Factor, Bigruppen и Dunst.

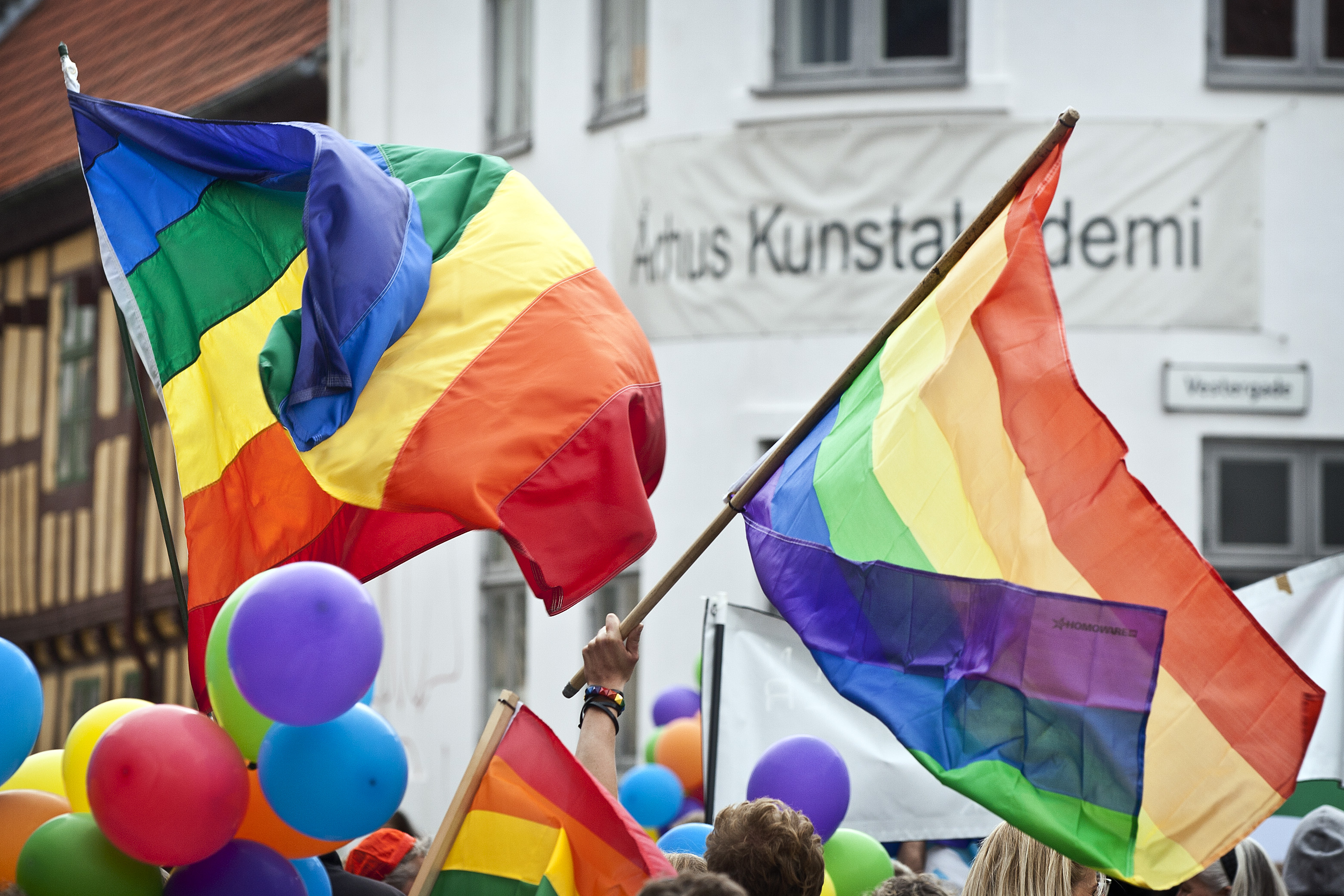
Радужные флаги в Орхусе, 2012 год

Copenhagen Pride — ежегодное прайд-мероприятие, которое проводится в августе в Копенгагене. Впервые он был проведен в 1996 году под названием Mermaid Pride, в честь Русалочки. Около 25000 человек приняли участие в гей-параде в Копенгагене в 2017 году, и ещё 300000 человек посетили и посмотрели это мероприятие. В 2018 году в мероприятии приняли участие около 40 тысяч человек. Среди них был премьер-министр Ларс Лёкке Расмуссен.
Помимо Copenhagen Pride, другие мероприятия ЛГБТ включают Aarhus Pride, MIX Copenhagen, кинофестиваль и вечеринку Diversity Party Odense, которая впервые была проведена в 2017 году.

## Общественное мнение
Опрос, проведенный Angus Reid Global Monitor для членов Европейского Союза в декабре 2006 года, показал, что Дания поддерживает однополые браки на уровне 69 %, занимая третье место после Нидерландов (82 %) и Швеции (71 %).
Согласно опросу YouGov 2013 года, 59 % респондентов считали, что однополым парам следует разрешать усыновление детей, а 79 % считали, что однополым парам следует разрешать вступать в брак.
Евробарометр 2015 года показал, что 87 % датчан считают, что однополые браки должны быть разрешены по всей Европе, 90 % считают, что лесбиянки, геи и бисексуалы должны иметь те же права, что и гетеросексуалы, а 88 % согласились с тем, что «нет ничего плохого» в сексуальных отношениях между двумя людьми одного пола. Евробарометр 2019 года показал, что 89 % датчан считают, что однополые браки должны быть разрешены во всей Европе, а 90 % согласились с тем, что «нет ничего плохого в сексуальных отношениях между двумя лицами одного пола».